# Famille de Sambucy
La famille de Sambucy, anciennement Sahuc, est une famille de la noblesse française subsistante. Elle est originaire de la province du Rouergue, aujourd'hui le département de l'Aveyron. Elle a été anoblie en 1745. Elle compte parmi ses membres, un capitoul de Toulouse, des officiers dont un contre-amiral, des religieux.

## Histoire
Vers 1600, ils intègrent la bourgeoisie de Millau et transforment leur nom en l'italianisant en Sambucy. Ils sont un temps Sahuc de Sambucy, puis Sambucy de Luzençon, puis Sambucy de Sorgue (du nom de la Sorgues, rivière du Sud-Aveyron).
La famille de Sambucy accède à la noblesse par le capitoulat de la ville de Toulouse en 1745.
La famille de Sambucy est composée de plusieurs branches au cours de son histoire[réf. nécessaire] :
- de Sambucy, barons de Sorgue ;
- de Sambucy, barons de Miers ;
- de Sambucy de Vendeloves;
- de Sambucy de Luzençon ;
- de Sambucy de Cabanes.

Elle a été admise au sein de l'Association d'entraide de la noblesse française en 1953.
En 1972, le baron François-Xavier de Sambucy de Sorgue épouse la princesse Chantal d'Orléans, fille du prince Henri d'Orléans, comte de Paris, prétendant orléaniste au trône de France.[réf. nécessaire]

## Personnalités

### XVIIesiècle
- Antoine de Sambucy, capitaine de cavalerie en 1696, chevalier de Saint-Louis

### XVIIIesiècle
- Marc Antoine de Sambucy (1695-?), avocat au parlement de Paris et capitoul de la ville de Toulouse en 1745. Il se marie en 1720 avec Antoinette de Laverne, fille d'Edme de Laverne, comte de Gamache, et de demoiselle Duchesne.
- Auguste Jean-Baptiste de Sambucy (1729-1819), se marie en 1754 avec Marguerite d'Izarn, qui lui donne quatorze enfants[2].
- Gaston de Sambucy (1764-1794) (frère d'Auguste Jean-Baptiste), fut prêtre et aumônier de la princesse de Lamballe (1749-1792)[2]. Déguisé dans la foule, il accompagne à l'échafaud nombre de condamnés, dont Madame Élisabeth, ce dont la famille royale lui fut très reconnaissante[réf. souhaitée].
- François de Sambucy de Courtines, maire de Millau

### XIXesiècle
- Pierre-Louis de Sambucy-Luzençon (1739-1816 ou 1821), capitaine de vaisseau, contre-amiral honoraire en 1816, commandant de la compagnie des gardes du pavillon amiral à Toulon, chevalier de Saint-Louis et de Cincinnatus[3].
- Jean Charles de Sambucy-Luzençon (1770-1832), neveu du précédent, directeur général des ponts-et-chaussées en Italie durant la période de l'Empire français, membre de plusieurs académies
- Félix de Sambucy-Luzençon (1813-1895), fils du précédent, mainteneur à l'Académie des jeux floraux de Toulouse. Il est dernier représentant mâle de cette branche.
- Louis de Sambucy, attaché à l'ambassade de Rome en 1817, chanoine de Notre-Dame de Paris
- Joseph de Sambucy, comte palatin, officier de la Légion d'honneur, chevalier de l'ordre de l'Éperon-d'or, chef de bataillon dans la garde nationale parisienne au début de la Restauration
- Gaston de Sambucy, maître de chapelle de l'empereur Napoléon Ier puis du roi Louis XVIII, chanoine honoraire de la basilique Saint-Denis, aumônier de Monsieur, frère du roi, en 1823, puis du roi Charles X, vicaire-général de Reims en 1830.

### XXesiècle
- François-Xavier de Sambucy de Sorgue, né le 20 août 1943, d'une branche cadette, fils de Louis de Sambucy de Sorgue et de Charlotte de Queylar. Il a fait des études de droit à la faculté de Lyon, avant d'être employé par I.B.M. Data processing management à la Défense[réf. nécessaire]. Depuis qu'il est à la retraite il a pris la présidence du Cercle Montherlant[4], puis la vice-présidence de l'association Tolède (Tolérance et éducation)[réf. nécessaire]. Il est président du prix du Cercle Montherlant - Académie des Beaux-Arts qui a pour mission de récompenser chaque année un livre de langue française, consacré à l'art. Il a épousé en 1972 la princesse Chantal d'Orléans, fille d'Henri d'Orléans, comte de Paris (1908-1999), prétendant orléaniste au trône de France, et d'Isabelle d'Orléans-Bragance (1911-2003). Ils ont trois enfants : Axel (né à Suresnes le 4 juillet 1976), Alexandre (né à Suresnes le 13 mars 1978) et Kildine (née à Suresnes le 5 mai 1979).

## Titre
- Baron, depuis 1860[1].

## Hôtel

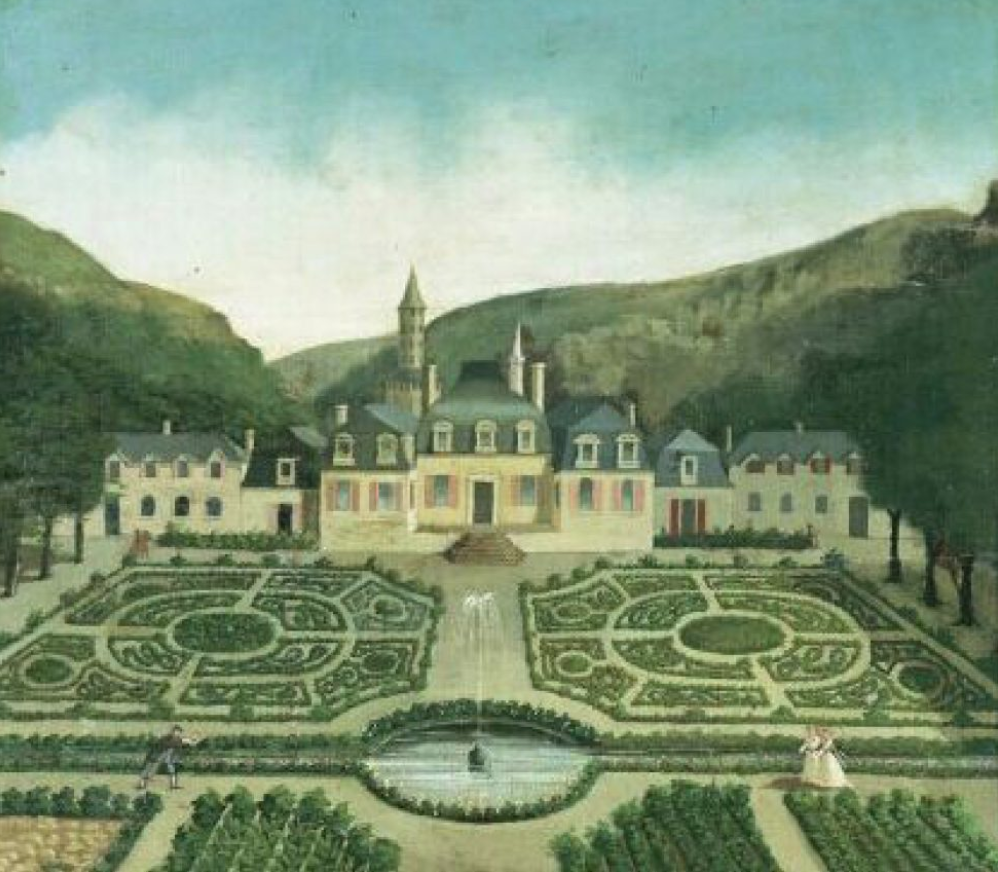
Peinture du XVIII représentant l'Hôtel de Sambucy, côté parc.

- Hôtel de Sambucy[5], appelé aussi château de Sambucy, à Millau. Cet hôtel a été construit au XVIIe siècle et il fut acquis par la famille de Sambucy en 1720[6] ; aussi appelé Hôtel de Sambucy de Miers.

## Alliances
Les principales alliances de la famille de Sambucy sont : Vacquier La Baume (1682), de Bourzès, de Bray, de Laverne (1720), de Grave (1722), d'Izarn (1754), de Neyrac (1767), de Fajole, Delauro (1775), de Barbeyrac de Saint-Maurice (1786), de Castanéo, de Pomayrols, d'Alingrin de Falgous, de Maguelonne-Saint-Benoît (1807), d'Albignac, de Saint-Sauveur (1826), de Narbonne-Lara (1830), de Boyer-Montégut (1859), de Bastard d'Estang, de Castelnau d'Essenault (1892), Arnoulx de Pirey, de Chazettes de Bargues, de Queylar (1925), Huchet de Quenétain (1931), d'Orléans (1972), Paul-Reynaud, Bertaud, Jou, Stevenson, de Mullot de Villenaut.

## Armes
- de Sambucy : D'or, au sureau de sinople fleuri d'argent, mouvant d'un croissant de sable, au chef d'azur, chargé d'un soleil d'or[7].